# Amerikanizáció

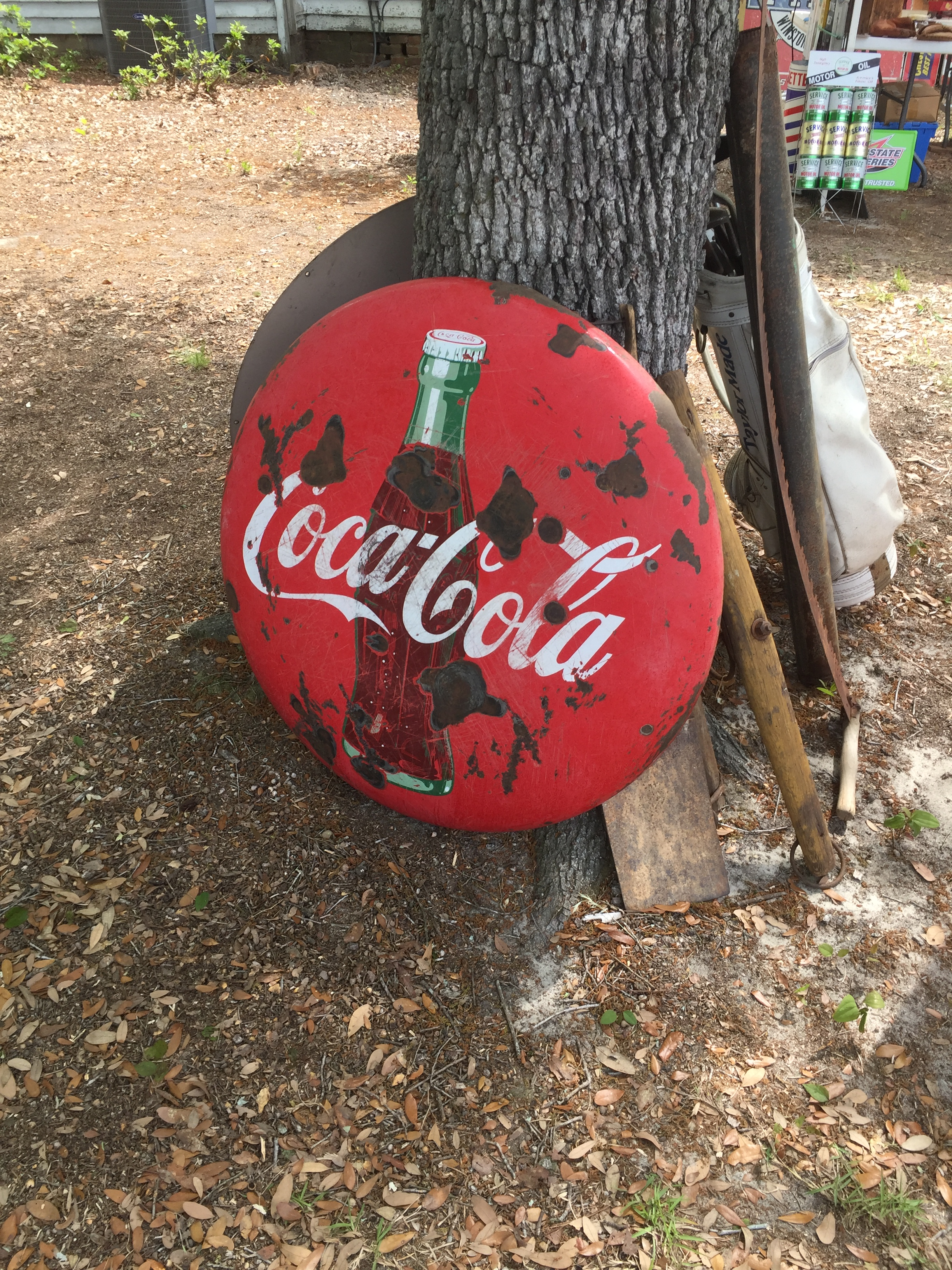
A Coca-Colát gyakran az amerikanizáció jelképének tekintik

Az amerikanizáció egy olyan szakkifejezés, amellyel azt a hatást írják le, amit az Egyesült Államok más országokra gyakorol kultúrája, technológiája, üzleti szokásai, politikai gyakorlata vagy nyelve által. A kifejezést 1907 óta használják. Az Egyesült Államokban a megnevezés legtöbbször arra a folyamatra utal, amikor a bevándorlók átveszik az amerikai szokásokat.
A kritikusok az „amerikanizációt” néha negatív értelemben használják, mivel sok országban negatívként értékelik a nagy horderejű amerikai befolyást, és aggódnak a helyi szokások és hagyományok elvesztésétől.

## Amerikai üzletek és márkák

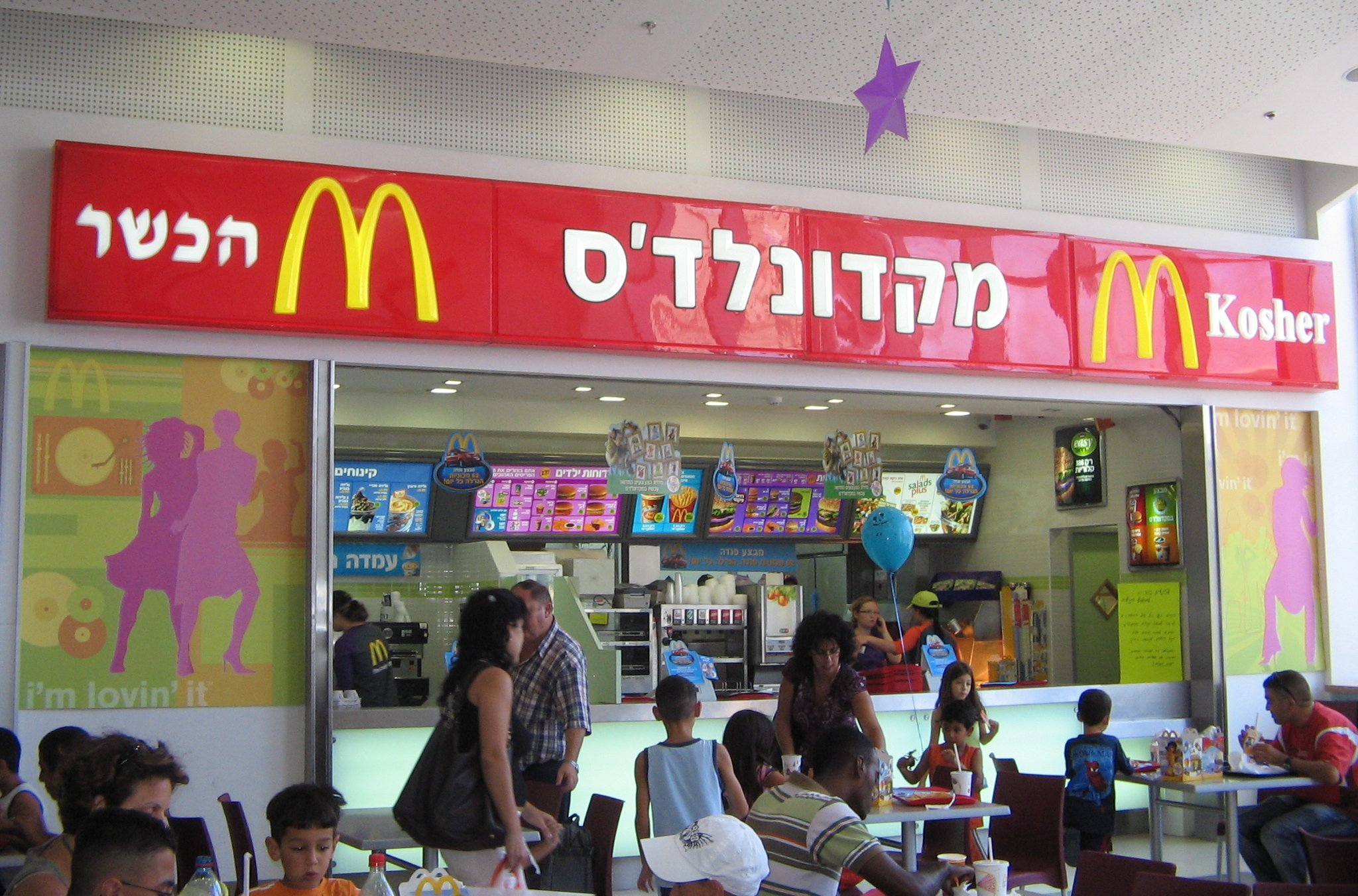
Kóser McDonald's az izraeli Askelónban.

A világ 10 vezető márkája közül hét amerikai székhelyű. Az első helyet birtokló Coca-Colát gyakran az amerikanizáció jelképének tekintik, világszerte 200 országban megtalálhatók az ital automatái. A világ legnagyobb számítógépes vállalatai közül – mint pl. a Microsoft, az Apple Inc., a Dell vagy az IBM – számosnak az USA-ban van a székhelye. Világszerte sok olyan programot vásárolnak, amelyet amerikai székhelyű cégek készítettek.

### Gyorsétkezés
A gyorsétkezést a Coca-Colával együtt sok esetben az Egyesült Államok által gyakorolt hatás szimbólumának tekintik. Az olyan cégek, mint a Starbucks, a McDonald’s, a Burger King, a Pizza Hut, a KFC és a Domino's Pizza számos üzlettel rendelkezik világszerte.

## Hatása
1950-től 1965-ig  15 év alatt Amerika európai beruházásai 800%-kal növekedtek (13,9 milliárd dollárra), az Európai Gazdasági Közösségben pedig tízszeresére, 6,25 milliárd dollárra. Az amerikai befektetések európai aránya 15-ről 28%-ra nőtt. Az amerikanizáció leginkább a befektetések kapcsán lett beszédtéma. Ennek ellenére Amerika csak 5%-át tette ki az összes európai beruházásnak, és az amerikai tulajdonú cégek az Európai Gazdasági Közösségben az összes munkaerőnek mindössze 2–3%-át foglalkoztatták. Az USA beruházásainak alapvető oka már nem az alacsonyabb előállítási költségek, a gyorsabb gazdasági növekedés vagy a magasabb európai profit volt, hanem hogy megtartsa a versenyképességét, amely főleg az amerikai technológia fölényén alapult. Az amerikai beruházásokat Franciaországban eredetileg korlátozták, amely később elterjedt a többi európai országban is. A közvélemény neheztelt az amerikai reklámokra és üzleti módszerekre, a személyi politikára, valamint az amerikai cégek által használt angol nyelvre. Kritika érte a nemzetközi valutarendszert is, melyet felelősségre vontak azokért az inflációs tendenciákért, amelyek az USA dollár meghatározó pozíciójához vezettek.

## Lásd még
- Globalizáció